# 萌えキュン!
『萌えキュン!』（もええキュン!）は、桃雪琴梨による日本の漫画作品。

## 概要
『なかよし』（講談社）において、2008年に連載された。

## 書誌情報
桃雪琴梨 『萌えキュン!』 講談社〈講談社コミックスなかよし〉、全1巻
- 1巻、2008年12月5日発行、ISBN 4-06-364206-2